# Hyalella jelskii
Hyalella jelskii is een vlokreeftensoort uit de familie van de Hyalellidae. De wetenschappelijke naam van de soort is voor het eerst geldig gepubliceerd in 1879 door Wrzesniowski.